# Marc Deschka
Marc Deschka ist ein deutscher Medizinjournalist und Fachbuchautor. Neben Publikationen von Sachbüchern zu medizinischen Themen, arbeitet er auch als Übersetzer von medizinischen Fachbegriffen.

## Werke
- Medizinprodukte-Pass. Persönlicher Gerätepass über die Einweisung in Medizinprodukte gemäß § 5 der Medizinprodukte – Betreiberverordnung (MPBetreibV) Bibliomed, Melsungen 2007, ISBN 978-3895560446
- Medical Pocket Dictionary. Wörterbuch Medizin und Pflege. Deutsch / Englisch – English / German Bibliomed, Melsungen 2009, ISBN 978-3895560491
- Medizinische Abkürzungen Kohlhammer Verlag Stuttgart 2010, ISBN 978-3170210790
- Laborwerte von A-Z (Pflegekompakt) Kohlhammer Verlag Stuttgart 2011, ISBN 978-3170219168
- Notfallmedikamente pocket – Arzneimittel in der Notfallmedizin Börm Bruckmeier Verlag, Grünwald 2011, ISBN 978-3898627337
- Wörterbuch Medizin pocket : Kleines Lexikon – medizinische Fachbegriffe, Fremdwörter und Terminologie Börm Bruckmeier, Grünwald 2012, ISBN 978-3898627382
- Wörterbuch Pflege pocket : Medizinischer Grundwortschatz und Fachwörterlexikon für Pflegeberufe Börm Bruckmeier, Grünwald 2014, ISBN 978-3898627535
- EKG-Monitoring (Pflegekompakt) Kohlhammer Verlag Stuttgart 2014, ISBN 978-3170240438